# Tobias Gotthardt

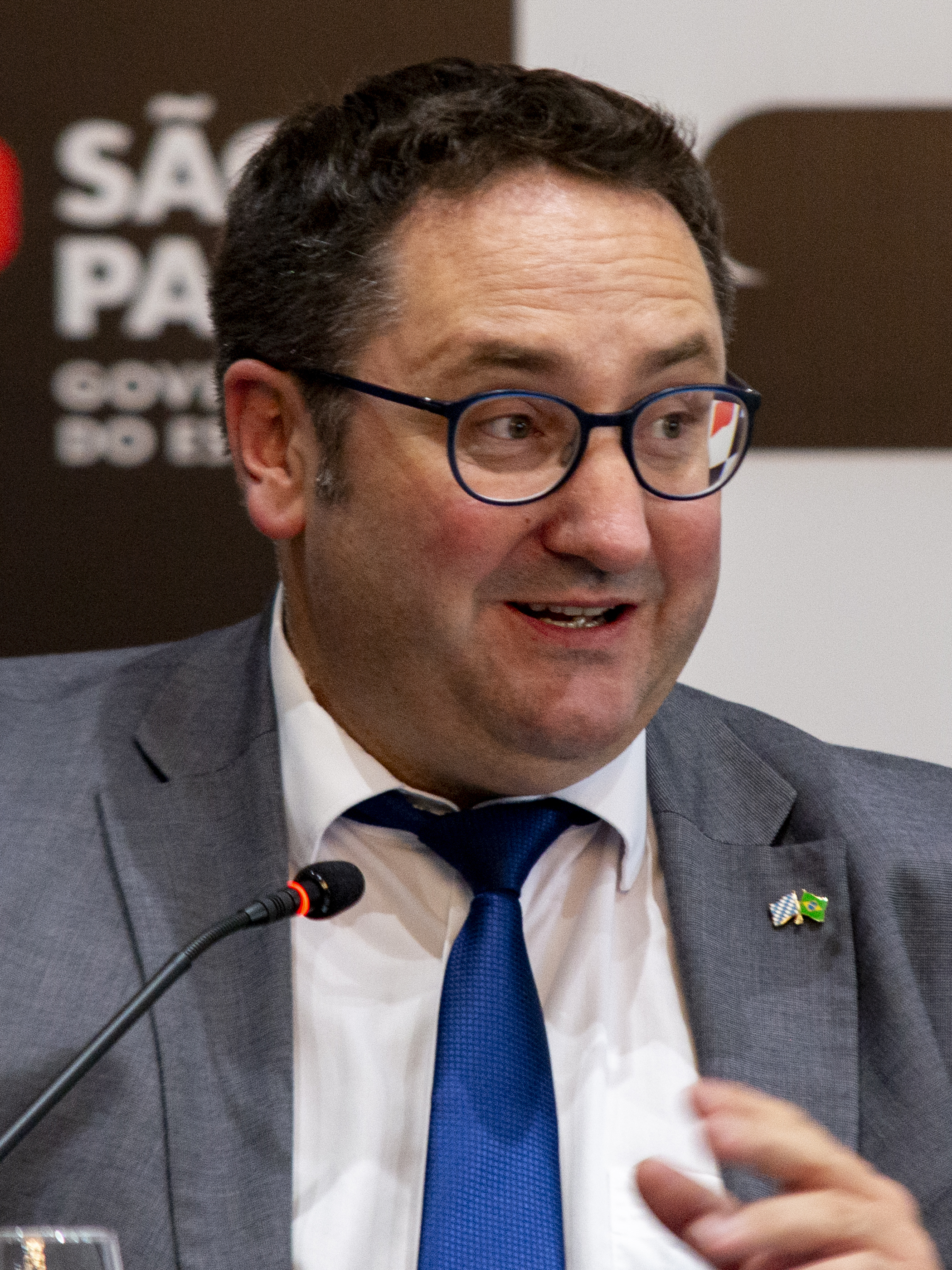
Tobias Gotthardt (2024)

Tobias Gotthardt (* 3. Juni 1977 in Regensburg) ist ein deutscher Politiker (Freie Wähler) und seit November 2018 Abgeordneter des Wahlkreises Oberpfalz im Bayerischen Landtag. Seit 8. November 2023 ist er Staatssekretär im Bayerischen Staatsministerium für Wirtschaft, Landesentwicklung und Energie.
Gotthardt war in der vorangegangenen Legislaturperiode Vorsitzender des Ausschusses für Bundes- und Europaangelegenheiten sowie regionale Beziehungen. Außerdem war er seit April 2021 stellvertretender Vorsitzender des Ausschusses für Bildung und Kultus. Nach den Verstrickungen und der Abberufung des bisherigen Vorsitzenden Markus Bayerbach in den "AfD-Chat-Skandal" im Januar 2022 übernahm Gotthardt zusätzlich auch diesen Ausschussvorsitz kommissarisch bis zum Ende der Wahlperiode.
Tobias Gotthardt war Mitglied des Verwaltungsrates für die Bayerische Landeszentrale für politische Bildungsarbeit des Bayerischen Landtags, seit 2017 ist er Mitglied im Bundesvorstand der Freien Wähler. Dem Bundesvorstand der Ackermann-Gemeinde gehört er seit 2020 an. In seiner Funktion als Landtagsabgeordneter war Gotthardt von 2018 bis 2021 Mitglied des Ausschusses für Staatshaushalt und Finanzfragen.

## Werdegang
Gotthardt ist zunächst in Dallackenried, einem Ortsteil von Kallmünz, und dann in Burglengenfeld aufgewachsen, wo er am Johann-Michael-Fischer-Gymnasium das Abitur ablegte. Schon früh engagierte er sich in der kirchlichen und überparteilichen Jugendarbeit und war als Jugendbeauftragter der Stadt neben Michael Hitzek der Mitinitiator des Jugendparlaments. Mit 15 Jahren begann er als freier Mitarbeiter von Zeitungsredaktionen, unter anderem mit politischer Berichterstattung.
Er studierte Politikwissenschaft und Germanistik an den Universitäten Regensburg und Freiburg. Zusätzlich arbeitete Gotthardt als studentische Hilfskraft im Europäischen Parlament.
In seinen ersten drei Berufsjahren war er Parlamentarischer Mitarbeiter der Europaabgeordneten Emilia Müller, danach wechselte er in den Deutschen Bundestag als Wissenschaftlicher Mitarbeiter von Gerda Hasselfeldt. Nächste berufliche Station war der Arbeitgeberverband der chemischen Industrie, wo er als Referent für Bildung und Öffentlichkeitsarbeit tätig war. Schließlich übernahm er die Büroleitung des Europaabgeordneten Martin Kastler beziehungsweise nach dessen Ausscheiden 2014 beim Europaabgeordneten Arne Gericke.
Bei der Landtagswahl 2018 zog Gotthardt für die Freien Wähler in den Bayerischen Landtag. Gotthardt, der viele Jahre lang als Parlamentarischer Referent in Brüssel und Straßburg gearbeitet hatte, wurde bei der Konstituierung der Landtagsausschüsse zum Vorsitzenden des Ausschusses für Bundes- und Europaangelegenheiten sowie regionale Beziehungen gewählt. Dem europäischen Ausschuss der Regionen gehörte Gotthardt ab Januar 2020 als parlamentarischer Stellvertreter von Staatsminister Florian Herrmann an. Gotthardt bringt sich seit Februar 2020 im Beirat der Stiftung Bayerisches Amerika-Haus ein.
Bei der Landtagswahl 2023 zog Gotthardt erneut in den Bayerischen Landtag ein. Am 8. November 2023 wurde er als Nachfolger von Roland Weigert zum Staatssekretär des Bayerischen Staatsministeriums für Wirtschaft, Landesentwicklung und Energie im Kabinett Söder III ernannt.
Tobias Gotthardt ist seit 1. Mai 2020 Mitglied im Marktgemeinderat Kallmünz und im Kreistag des Landkreises Regensburg.

## Ehrenamt
Ehrenamtlich engagierte sich Gotthardt stark in der kirchlichen Verbandsarbeit, unter anderem als stellvertretender Bundesvorsitzender des Verbandes der Katholiken in Wirtschaft und Verwaltung. Der Einsatz für Werte in der Wirtschaft war dabei ein Schwerpunkt. In seiner Jugend war Gotthardt Ministrant und brachte sich in der katholischen Jugendarbeit ein. Im Jahr 2020 berief die Ackermann-Gemeinde Gotthardt in ihren Bundesvorstand, in welchem der Abgeordnete seitdem aktiv ist.